# Schizotetranychus umtaliensis
Schizotetranychus umtaliensis är en spindeldjursart som beskrevs av Meyer 1974. Schizotetranychus umtaliensis ingår i släktet Schizotetranychus och familjen Tetranychidae. Inga underarter finns listade i Catalogue of Life.